# Медикова, Маргарита Егоровна
Маргари́та Его́ровна Ме́дикова (19 февраля 1963, Шургуял, Сернурский район, Марийская АССР, РСФСР, СССР) ― марийская советская и российская актриса театра, чтец. Одна из ведущих актрис Марийского театра драмы имени М. Шкетана (с 1985 года). Заслуженный артист Российской Федерации (2005). Народная артистка Республики Марий Эл (1999). Лауреат Государственной премии Республики Марий Эл (2009) и Национальной театральной премии имени Й. Кырли (1998, 2011). В 2023 году награждена медалью ордена «За заслуги перед Марий Эл».

## Биография
Родилась 19 февраля 1963 года в дер. Шургуял ныне Сернурского района Марий Эл.
В 1980 году окончила среднюю школу в с. Мустаево родного района. В 1985 году окончила ГИТИС (курс народного артиста РСФСР П. О. Хомского ― III национальная студия).
По окончании учёбы в ГИТИСе была принята в труппу Марийского национального театра драмы имени М. Шкетана.
В 2009 году работала педагогом дополнительного образования во Дворце детей и молодёжи города Йошкар-Олы. 
В настоящее время живёт и работает в Йошкар-Оле. 

## Творческая деятельность
Сыграла более 100 ролей на сцене Марийского театра драмы имени М. Шкетана. Создала галерею разнохарактерных образов драматического и комедийного плана, отмеченных ярким темпераментом и глубоким проникновением в сущность создаваемого образа. Ее игра отмечена задушевностью, сильной эмоциональностью, тонким анализом характера сценических персонажей. Героини актрисы запоминаются драматизмом и неповторимостью судеб: Нюра в дипломном спектакле курса «Сÿан кечын» (В. Розов «В день свадьбы», 1985), председатель колхоза Товашова (М. Рыбаков «Оза вате» / «Хозяйка», 1986), Рая и Нюра в драмах А. Пудина «Анахорет-шамыч» («Анахореты», 1989) и «Пыжаш» («Очаг», 1990), Женщина (Е. Семенов «Тойыде кодшо-влак» / «Непогребённые», 1996), Ямбика (В. Абукаев-Эмгак «Ош кече йымалне» / «Под солнцем светлым», 2002) и др. В 1998 году за исполнение роли Лизы в драме К. Коршунова «Пÿрыдымö пÿрымаш» («Несужденная судьба», 1997) стала лауреатом театральной премии им. Йывана Кырли.
Комедийный талант актрисы раскрылся в образах мировой и русской классической комедии: Мария (В. Шекспир «Латкокымшо йÿд» / «Двенадцатая ночь», 1987), сваха Фёкла Ивановна (Н. Гоголь «Каче пазар» / «Женитьба», 1994), Наталья Степановна и Татьяна Алексеевна (А. Чехов «Маска юбилей» / «Медведь. Юбилей. Предложение», 1993), Ничкина и Лебёдкина в пьесах А. Островского «Мом кычалат тудымак муат» («За чем пойдёшь, то и найдёшь», 2000) и «Вараш кодшо йöратымаш» («Поздняя любовь», 2000) и др.
Многие её образы отмечены сатирической заострённостью и метким народным юмором: Лаика (М. Рыбаков «Тÿрлемÿдыр» / «Кружевница», 1991), Таиса (А. Волков «Оръеҥ мелна» / «Свадебные блины», 1991), Оза (Ю. Байгуза, В. Пектеев «Шöртньö лудо» / «Золотая утка», 2002) и другие.
В комедии актриса использует все богатства своей творческой фантазии и разнообразные изобразительные средства: Макарская (А. Вампилов «Кугерге» / «Старший сын», 1990), Лаура и Клара (Э. де Филиппо, Т. Гуэрра и Л. Ласко «Калтатше ярас, калтак, але Страсти по-итальянски», 1996), Катерий (Ф. Крец «Роза-Розмарий» / «Без меня меня женили», 2003) и другие.
Есть в творческом багаже актрисы ряд убедительно сыгранных ролей: Логин кува (Л. Яндаков «Тулык ава» / «Кукушка», 1989), Нени кува (М. Шкетан «Ачийжат-авийжат!..» / «Эх, родители!..», 1998) и др. На фестивале «Йошкар-Ола театральная» (1995) была удостоена приза за лучшую эпизодическую роль — старуха в комедии В. Пектеева и Ю. Байгузы по произведениям С. Чавайна «Окса тул» («Блеск монет», 1994).
Высоко было оценено исполнение М. Медиковой роли Лоухи, хозяйки Похъелы, в финском эпосе «Калевала» (1997).
Её сценические образы, сохраняя остроту и смелость формы, приобретают большую жизненную глубину и цельность: Марта (А. Камю «Йоҥылыш» / «Недоразумение», 1995), Элви и Ньоган аваже в драмах-притчах Ю. Байгузы «Поргем ÿмбалне ÿжара» («Заря над пропастью», 1998) и «Порсын лÿҥгалтыш» («Шёлковые качели», 1999) и другие.
В театральном сезоне 2004—2005 годов была отмечена почетной грамотой театра им. М. Шкетана в номинации «Лучшая женская роль» за образ Чачи в спектакле «Пысман корем» («Овраг») по пьесе З. Долговой. А в театральном сезоне 2005—2006 годов она была отмечена дипломом в номинации «Лучшая женская роль второго плана» за роль Алевтины Петровны в спектакле «Сӱан кечын» («В день свадьбы») по пьесе В. Розова.
В 2008 году Йошкар-Оле проходил VII Международный фестиваль театров финно-угорских народов, где Марийский театр драмы им. М. Шкетана показал спектакль по пьесе Ф. Булякова «Эрта ӱмырем, кодеш кумылем» («Святое дело»), где актриса сыграла роль Старухи. Жюри фестиваля отметило её работу и в номинации «Лучшая женская роль» наградило дипломом.
В 2009 году за роль Нени Кувы в спектакле «Ачийжат-авийжат» («Эх, родители…», 2008) по пьесе М. Шкетана удостоена Государственной премии Республики Марий Эл.
В 2011 году стала лауреатом Национальной театральной премии имени Йывана Кырли в номинации «Лучшая женская роль» за роль Сайнай в спектакле «Кайыккомбо кашта» («Млечный путь») по пьесе В. Абукаева-Эмгака. 
Внесла большой вклад в развитие марийского поэтического театра. В 2017 году в Йошкар-Оле выпустила в свет книгу воспоминаний «Илышнам ме шкеак модына: артистын пурымашыж нерген» («Жизнь свою играем сами: судьба артиста»). 
В 1995 году стала заслуженной артисткой Республики Марий Эл, а в 1999 году — народной артисткой Республики Марий Эл. В 2005 году присвоено почётное звание «Заслуженный артист Российской Федерации».
В 2023 году награждена медалью ордена «За заслуги перед Марий Эл». 

## Основные роли
Список основных ролей М. Е. Медиковой:
- Нюра (В. Розов «Сÿан кечын» / «В день свадьбы», 1985)
- Председатель колхоза Товашова (М. Рыбаков «Оза вате» / «Хозяйка», 1986)
- Мария (В. Шекспир «Латкокымшо йÿд» / «Двенадцатая ночь», 1987)
- Марина (С. Николаев «Салика», 1988)
- Рая (А. Пудин «Анахорет-шамыч» / «Анахореты», 1989)
- Логин кува (Л. Яндаков «Тулык ава» / «Кукушка», 1989)
- Нюра (А. Пудин «Пыжаш» / «Очаг», 1990)
- Макарская (А. Вампилов «Кугерге» / «Старший сын», 1990)
- Лаика (М. Рыбаков «Тÿрлемÿдыр» / «Кружевница», 1991)
- Таиса (А. Волков «Оръеҥ мелна» / «Свадебные блины», 1991)
- Наталья Степановна и Татьяна Алексеевна (А. Чехов «Маска юбилей» / «Медведь. Юбилей. Предложение», 1993)
- Сваха Фёкла Ивановна (Н. Гоголь «Каче пазар» / «Женитьба», 1994)
- Старуха (В. Пектеев, Ю. Байгуза «Окса тул» / «Блеск монет», 1994)
- Марта (А. Камю «Йоҥылыш» / «Недоразумение», 1995)
- Женщина (Е. Семёнов «Тойыде кодшо-влак» / «Непогребённые», 1996)
- Лаура и Клара (Э. де Филиппо, Т. Гуэрра и Л. Ласко «Калтатше ярас, калтак, але Страсти по-итальянски», 1996),
- Лиза (К. Коршунов «Пÿрыдымö пÿрымаш» / «Несужденная судьба», 1997)
- Лоуха, хозяйка Похъелы (П. Лиски, пост. финского эпоса «Калевала», 1997)
- Нени кува (М. Шкетан «Ачийжат-авийжат!..» / «Эх, родители!..», 1998)
- Элви (Ю. Байгуза «Поргем ÿмбалне ÿжара» / «Заря над пропастью», 1998)
- Ньоган (Ю. Байгуза «Порсын лÿҥгалтыш» / «Шёлковые качели», 1999)
- Ничкина (А. Островский «Мом кычалат тудымак муат» / «За чем пойдёшь, то и найдёшь», 2000)
- Лебёдкина (А. Островский «Вараш кодшо йöратымаш» / «Поздняя любовь», 2000)
- Ямбика (В. Абукаев-Эмгак «Ош кече йымалне» / «Под солнцем светлым», 2002)
- Оза (Ю. Байгуза, В. Пектеев «Шöртньö лудо» / «Золотая утка», 2002)
- Катерий (Ф. Крейц «Роза-Розмарий» / «Без меня меня женили», 2003)
- Чачи (З. Долгова «Пысман корем» / «Овраг», 2005)
- Алевтина Петровна (В. Розов  «Сӱан кечын» / «В день свадьбы», 2006)
- Старуха (Ф. Буляков «Эрта ӱмырем, кодеш кумылем» / «Святое дело», 2008)
- Сайнай (В. Абукаев-Эмгак «Кайыккомбо кашта /» «Млечный путь», 2011)

## Отзывы о творчестве
«Маргарита Медикова — актриса мирового уровня. У неё прекрасные физические и голосовые данные, огромная способность перевоплощаться. Это очень эмоциональная актриса». Пааво Лиски, режиссёр (Финляндия)

## Признание
- Заслуженная артистка Российской Федерации (2005)[2]
- Народная артистка Республики Марий Эл (1999)[2]
- Заслуженная артистка Республики Марий Эл (1995)[2]
- Медаль ордена «За заслуги перед Марий Эл» (2023) ― за достигнутые трудовые успехи и вклад в развитие театрального искусства[12][13]
- Государственная премия Республики Марий Эл имени М. Шкетана (2009)  ― за роль Нени Кувы в спектакле «Ачийжат-авийжат» («Эх, родители…) по пьесе М. Шкетана[2]
- Национальная театральная премия имени Й. Кырли (1998, 2011) ― за исполнение роли Лизы в драме К. Коршунова «Пÿрыдымö пÿрымаш» («Несужденная судьба», 1997); за исполнение роли Сайнай в спектакле «Кайыккомбо кашта» («Млечный путь») по пьесе В. Абукаева-Эмгака[2]
- Диплом фестиваля «Йошкар-Ола театральная» (1995) – за лучшую эпизодическую роль — старухи в комедии В. Пектеева и Ю. Байгузы по произведениям С. Чавайна «Окса тул» («Блеск монет», 1994)[2]